# Muride
Muridae este o familie de rozătoare din subordinul Myomorpha. Aceasta este cea mai mare familie de mamifere, cu un număr de cel puțin 650 de specii.

## Subfamilii
Familia Muridae include cinci subfamilii, cu circa 140 de genuri și 650 de specii.
- Deomyinae
- Gerbillinae
- Leimacomyinae
- Murinae
- Otomyinae

Subfamilia Lophiomyinae (cu singurul gen, Lophiomys) este incertă, fiind considerată ca o subfamilie a familiei Muridae sau Nesomyidae, sau ca o familie independentă (Lophiomyidae).